# Tulipa tarda
Espèce
Classification APG III (2009)
Tulipa tarda est une espèce de petites tulipes originaire d'Asie, cultivée comme plantes ornementales pour les jardins de rocaille.

## Description
Il s'agit d'une espèce herbacée, pérenne et bulbeuse qui atteint 15 cm en hauteur. Elle présente des feuilles basales étroites en rosette, et des fleurs de 5 cm de diamètre, en forme d'étoile, blanches et jaune au centre. Chaque tige peut porter jusqu'à six fleurs.

## Distribution et habitat
Elle est native d'Asie centrale, et plus particulièrement du Tian Shan. Elle croit sur les versants rocheux et pierreux des montagnes.

## Culture et utilisation
Tulipa tarda est une plante ornementale très adéquate pour les jardins de rocaille. Elle requiert des terrains alcalins, légers, parfaitement drainés, dans les positions chaudes et ensoleillées.
Les bulbes se plantent en automne, en groupe de 5 à 10 exemplaires et à 10 cm de profondeur, séparés entre eux de 5 à 8 cm. Elle fleurit au début du printemps.